# Chantal Lauby
Chantal Lauby (Gap, 23 marzo 1948) è un'attrice, comica e conduttrice televisiva francese.

## Biografia
Nata a Gap, nelle Alte Alpi, Lauby trascorre l'infanzia in Alvernia, tra Auzon e Clermont-Ferrand. Ha iniziato in televisione come annunciatrice su ORTF, nel 1970. La sua carriera sulle antenne regionali di France 3 e Radio France l'ha portata in Costa Azzurra dove nell'estate del 1977 è stata la prima donna al mondo a cavalcare un'orca davanti alle telecamere nel Marineland, Antibes.

## Vita privata
È la madre di Jennifer Ayache, cantante del gruppo pop-rock francese Superbus.

## Filmografia

### Sceneggiatrice
- La Cité de la peur, regia di Alain Berberian (1994)
- Kitchendales, regia di Chantal Lauby (2000)
- Laisse tes mains sur mes hanches, regia di Chantal Lauby (2002)
- Les Tuche, regia di Olivier Baroux (2011)

### Attrice
- Ils sont grands, ces petits, regia di Joël Santoni (1978)
- La Cité de la peur, regia di Alain Berbérian (1994)
- Delphine 1, Yvan 0, regia di Dominique Farrugia (1996)
- XY, regia di Jean-Paul Lilienfeld (1996)
- Didier, regia di Alain Chabat (1997)
- Meilleur espoir féminin, regia di Gérard Jugnot (1999)
- Antilles sur Seine, regia di Pascal Légitimus (2000)
- Asterix & Obelix - Missione Cleopatra (Astérix et Obélix : Mission Cléopâtre), regia di Alain Chabat (2002)
- Laisse tes mains sur mes hanches, regia di Chantal Lauby (2002)
- Casablanca Driver, regia di Maurice Barthélémy (2003)
- Les clefs de bagnole, regia di Laurent Baffie (2003)
- Toi et Moi, regia di Julie Lopes Curval (2006)
- L'uomo medio più medio (Comme tout le monde), regia di Pierre-Paul Renders (2006)
- Vilaine, regia di Jean-Patrick Benes (2008)
- Bancs publics (Versailles Rive-Droite), regia di Bruno Podalydès (2009)
- Le Thanato, regia di Frédéric Cerulli (2010)
- Toi, moi, les autres, regia di Audrey Estrogo (2011)
- Marsupilami, regia di Alain Chabat (2012)
- La cage dorée, regia di Ruben Alves (2013)
- Grand Départ, regia di Nicolas Mercier (2013)
- Prêt à tout, regia di Nicolas Cuche (2013)
- Non sposate le mie figlie! (Qu'est-ce qu'on a fait au Bon Dieu?), regia di Philippe de Chauveron (2014)
- Les souvenirs, regia di Jean-Paul Rouve (2014)
- Vicky, regia di Denis Imbert (2015)
- La Dream Team, regia di Thomas Sorriaux (2016)
- Jour J, regia di Reem Kherici (2017)
- Photo de famille, regia di Cécilia Rouaud (2018)
- Non sposate le mie figlie! 2 (Qu'est-ce qu'on a encore fait au Bon Dieu?), regia di Philippe de Chauveron (2019)
- Chiamate un dottore! (Docteur?), regia di Tristan Séguéla (2019)
- Sol, regia di Jézabel Marques (2020)
- Riunione di famiglia - Non sposate le mie figlie! 3 (Qu'est-ce qu'on a tous fait au Bon Dieu?), regia di Philippe de Chauveron (2021)

## Onorificenze
- Cavaliere della Legion d'onore (31 dicembre 2019)[5]
- Commendatore dell'Ordine delle arti e delle lettere (17 ottobre 2022)[6]